# Ashiestiel
Ashiestiel ist eine Ortschaft in der schottischen Council Area Scottish Borders beziehungsweise in der traditionellen Grafschaft Selkirkshire. Sie liegt rund fünf Kilometer südwestlich von Galashiels und 18 Kilometer südöstlich von Peebles am rechten Ufer des Tweed. Direkt südwestlich erhebt sich der 402 m hohe Ashiestiel Hill.

## Geschichte
Im Jahre 1588 zählten die Ländereien von Echesteile zu den Besitztümern von Thomas Ker of Ferniehurst. Um 1660 wurde die Keimzelle der heutigen Villa Ashiestiel House errichtet. Zwischen 1804 und 1812 bewohnte der Schriftsteller Walter Scott Ashiestiel House. In den 1900er Jahren entstand das am Südwestrand von Ashiestiel gelegene Herrenhaus Peel House. Zwischenzeitlich beherbergte es ein Krankenhaus.

## Verkehr
Die zwischen Galashiels und Hamilton verlaufende A72 verläuft am gegenüberliegenden Tweed-Ufer. Es mündet die aus Selkirk kommende A707 ein. Eine von der A707 abzweigende Straße führt über die 1848 erbaute Ashiestiel Bridge nach Ashiestiel. 1864 wurde am linken Tweed-Ufer die Peebles Railway eingerichtet. Der nächstgelegene Bahnhof befand sich in Clovenfords rund 1,5 km nordöstlich. Mit der Schließung der Strecke wurde der Bahnhof im Februar 1962 aufgelassen.